# Erin Popovich
Erin Popovich (ur. 29 czerwca 1985 w Little Rock) – amerykańska niepełnosprawna pływaczka, czternastokrotna złota medalistka igrzysk paraolimpijskich.
Erin urodziła się z achondroplazją. Ukończyła również studia na uniwersytecie Colorado State University.
Pierwszy swój występ na igrzyskach paraolimpijskich zanotowała w Sydney w 2000 roku gdy miała 15 lat.
W 2005 roku wygrała nagrodę ESPY Awards (nagroda dla najlepszej zawodniczki z niespełnosprawnością w Stanach Zjednoczonych), która była wynagrodzeniem jej występu na igrzyskach w Atenach na których zdobyła 7 złotych medali.